# Nicolae Kovacs
Nicolae Kovacs oder Miklós Kovács (* 29. Dezember 1911 in Plugova, Österreich-Ungarn, heute Kreis Caraș-Severin, Rumänien; † 7. Juli 1977 in Timișoara) war ein rumänischer Fußballspieler und -trainer ungarischer Abstammung. Um Verwechslungen mit Nachnamensvettern zu vermeiden, wurde er in der rumänischen Sportpresse manchmal als Kovacs I geführt. Er kam als einer von nur vier Spielern in allen drei Fußball-Weltmeisterschaften vor dem Zweiten Weltkrieg zum Einsatz.

## Karriere als Spieler

### Verein
Nicolae Kovacs begann 1924 in der Jugend von Chinezul Timișoara mit dem Fußballspielen. Im Jahr 1928 wechselte er für zwei Jahre zu Banatul Timișoara und von dort 1931 kurzzeitig zu Ripensia Timișoara. Zwischen 1931 und 1935 stürmte er für CAO Oradea und nach einem erneuten Intermezzo von 4 Spielen für Ripensia verließ er Rumänien im Winter in Richtung Frankreich. Er verbrachte jedoch nur die Rückrunde der Saison 1935/36 bei US Valenciennes, bevor er wieder zu CAO Oradea zurückkehrte. Nach der Saison 1937/38 wechselte er zu Tricolor CFPV Ploiești, der 1939 in die Divizia B abstieg und sich 1940 in FC Ploiești umbenannte. In jenem Jahr gelang mit Kovacs auch gleich der Wiederaufstieg. Anschließend kehrte er Ende 1940 bis 1943 erneut zu CAO Oradea zurück, das infolge des Zweiten Wiener Schiedspruchs als Nagyváradi AC in Ungarn spielte. Die beiden letzten Kriegsjahre 1943 bis 1945 spielte er bei Gamma FC Budapest. Nach Ende des Krieges wechselte er für zweieinhalb Jahre zu Ferar Cluj. Kovacs beendete seine Spielerkarriere im Jahr 1948, nachdem er in der Rückrunde der Saison 1947/48 für Crișana CFR Oradea aufgelaufen war.

### Nationalmannschaft
Kovacs absolvierte insgesamt 37 Länderspiele für die rumänische Fußballnationalmannschaft. Sein Debüt feierte er am 15. September 1929 gegen Bulgarien. Anschließend kam er als einziger Spieler neben den Franzosen Edmond Delfour, Étienne Mattler sowie dem Belgier Bernard Voorhoof bei der Fußball-Weltmeisterschaft 1930 in Uruguay, der Fußball-Weltmeisterschaft 1934 in Italien und der Fußball-Weltmeisterschaft 1938 in Frankreich zum Einsatz. Dort bestritt er am 5. Juni als Kapitän gegen Kuba sein letztes Länderspiel für Rumänien.
Nach dem Zweiten Wiener Schiedsspruch fiel 1940 ein Teil Rumäniens an Ungarn. Dadurch kam Kovacs 1941 zu einem Einsatz für die ungarische Fußballnationalmannschaft.

## Karriere als Trainer
Kovacs arbeitete zwischen 1946 und 1948 in Covasna und Mediaș als Trainer. Ab 1948 betreute er ICO Oradea, mit dem er 1949 prompt den rumänischen Meistertitel gewann. Zwischen 1950 und 1957 betreute er mit einigen Unterbrechungen Știința Timișoara, mit der er 1952 in die Divizia A aufstieg. Er wurde dabei von seinen ehemaligen Mitspielern Rudolf Bürger und Zoltán Beke unterstützt. Von 1957 bis 1963 war Kovacs als Trainer in Nădrag tätig und von 1963 bis 1973 trainierte er unterklassige Mannschaften aus Timișoara. 1973 musste er sich aus gesundheitlichen Gründen aus dem Trainergeschäft zurückziehen.

## Erfolge
- WM-Teilnehmer: 1930, 1934, 1938
- Balkan-Cup: 1929/31, 1933
- Europapokalsieger der Fußball-Nationalmannschaften (Amateure): 1931/34

## Privates
Nicolae Kovacs ist der ältere Bruder von Ștefan Kovács, dem langjährigen Trainer von Ajax Amsterdam.